# Diócesis de Okigwe
La diócesis de Okigwe (en latín: Dioecesis Okigvensis y en inglés: Roman Catholic Diocese of Okigwe) es una circunscripción eclesiástica de la Iglesia católica en Nigeria. Se trata de una diócesis latina, sufragánea de la arquidiócesis de Owerri. Desde el 22 de abril de 2006 su obispo es Solomon Amanchukwu Amatu.

## Territorio y organización
La diócesis tiene 1386 km² y extiende su jurisdicción sobre los fieles católicos de rito latino residentes en la parte norte del estado de Abia y la parte nororiental del estado de Imo.
La sede de la diócesis se encuentra en la ciudad de Okigwe, en donde se halla la Catedral de la Inmaculada Concepción.
En 2021 en la diócesis existían 119 parroquias.

## Historia
La diócesis fue erigida el 24 de enero de 1981 con la bula Quandoquidem Sanctissima del papa Juan Pablo II, obteniendo el territorio de la diócesis de Umuahia. Originalmente era sufragánea de la arquidiócesis de Onitsha.
El 26 de marzo de 1994 pasó a formar parte de la provincia eclesiástica de la arquidiócesis de Owerri.

## Estadísticas
Según el Anuario Pontificio 2022 la diócesis tenía a fines de 2021 un total de 937 157 fieles bautizados.
| Año                                                                             | Población            | Población | Población      | Sacerdotes | Sacerdotes    | Sacerdotes    | Bautizados por sacerdote | Diáconos permanentes | Religiosos | Religiosos | Parroquias |
| Año                                                                             | Bautizados católicos | Total     | % de católicos | Total      | Clero secular | Clero regular | Bautizados por sacerdote | Diáconos permanentes | Varones    | Mujeres    | Parroquias |
| ------------------------------------------------------------------------------- | -------------------- | --------- | -------------- | ---------- | ------------- | ------------- | ------------------------ | -------------------- | ---------- | ---------- | ---------- |
| 1990                                                                            | 363 778              | 1 330 721 | 27.3           | 94         | 94            |               | 3869                     |                      | 32         | 48         | 37         |
| 1999                                                                            | 562 996              | 1 500 984 | 37.5           | 166        | 151           | 15            | 3391                     |                      | 52         | 68         | 50         |
| 2000                                                                            | 712 945              | 1 589 291 | 44.9           | 201        | 186           | 15            | 3546                     |                      | 37         | 70         | 83         |
| 2001                                                                            | 722 955              | 1 590 103 | 45.5           | 247        | 224           | 23            | 2926                     |                      | 60         | 80         | 84         |
| 2002                                                                            | 742 370              | 1 617 720 | 45.9           | 191        | 168           | 23            | 3886                     |                      | 61         | 90         | 86         |
| 2003                                                                            | 748 731              | 1 625 868 | 46.1           | 220        | 197           | 23            | 3403                     |                      | 60         | 99         | 87         |
| 2004                                                                            | 823 483              | 2 001 838 | 41.1           | 202        | 179           | 23            | 4076                     |                      | 60         | 79         | 87         |
| 2013                                                                            | 826 000              | 2 408 000 | 34.3           | 232        | 225           | 7             | 3560                     |                      | 31         | 152        | 91         |
| 2016                                                                            | 951 402              | 2 567 000 | 37.1           | 268        | 261           | 7             | 3550                     |                      | 39         | 178        | 103        |
| 2019                                                                            | 1 020 000            | 2 771 300 | 36.8           | 323        | 315           | 8             | 3157                     |                      | 33         | 183        | 109        |
| 2021                                                                            | 937 157              | 1 779 636 | 52.7           | 331        | 319           | 12            | 2831                     |                      | 39         | 160        | 119        |
| Fuente: Catholic-Hierarchy, que a su vez toma los datos del Anuario Pontificio. |                      |           |                |            |               |               |                          |                      |            |            |            |

## Episcopologio
- Anthony Ekezia Ilonu † (24 de enero de 1981-22 de abril de 2006 renunció)
- Solomon Amanchukwu Amatu, por sucesión el 22 de abril de 2006